# Vorsperre Schönheiderhammer
Die Vorsperre Schönheiderhammer ist die Vorsperre der Talsperre Eibenstock, der größten Talsperre im Freistaat Sachsen, und deren Hauptzufluss. Sie wird hauptsächlich von der Zwickauer Mulde gespeist. 

## Aufgabe
In Verbindung mit der Hauptsperre dient die Vorsperre der Trinkwasserversorgung im Raum Chemnitz und Zwickau und dem Hochwasserschutz. Die spezielle Aufgabe der Vorsperre ist es, Geröll, Sedimente und Schwebstoffe zurückzuhalten. Sie dient damit der physikalischen, chemischen und biologischen Vorreinigung des der Talsperre zulaufenden Wassers im Rahmen des Multibarrierenprinzips für die Talsperre Eibenstock zur Vorreinigung des Rohwassers. Betriebsbeginn war 1980.

## Bau und Dimension
Die Staumauer der Vorsperre Schönheiderhammer ist eine gerade Gewichtsstaumauer aus Beton. Die Staumauer wurde 1975 bis 1982 in der Nähe von Schönheide, Ortsteil Schönheiderhammer, im Erzgebirge erbaut. Der aus Schönheide kommende und am Osthang des Kuhbergs entspringende Filzbach, der früher in Schönheiderhammer in die Mulde mündete, fließt heute direkt in das Wasser der Vorsperre Schönheiderhammer. Das Wasser der Vorsperre reicht bis an die Brücke über die Zwickauer Mulde der Staatsstraße 277, die in Schönheiderhammer von der Bundesstraße 283 abzweigt.

## Weiteres
Seit 2006 können Besucher die Staumauer auf der Krone betreten und mit Fahrrädern befahren. Über die Staumauer verläuft der Fernwanderweg Görlitz–Greiz. Das Baden und das Nutzen der Vorsperre mit Booten ist zum Schutz des Trinkwassers nicht erlaubt. Ein Wasserlehrpfad führt von Schönheiderhammer zur Talsperre Eibenstock und führt ebenfalls über die Sperrmauer der Vorsperre. Im Jahr 2014 gab die Landestalsperrenverwaltung zusammen mit dem Staatsbetrieb für Geobasisinformation eine Wanderkarte mit Wegen und Informationen rund um die Talsperre Eibenstock heraus, die von der Internetseite der Talsperrenverwaltung heruntergeladen werden kann.
Neben der Vorsperre Schönheiderhammer hat die Talsperre Eibenstock noch vier kleinere Vorbecken: Rähmerbach, Geidenbach, Weißbach und Rohrbach.

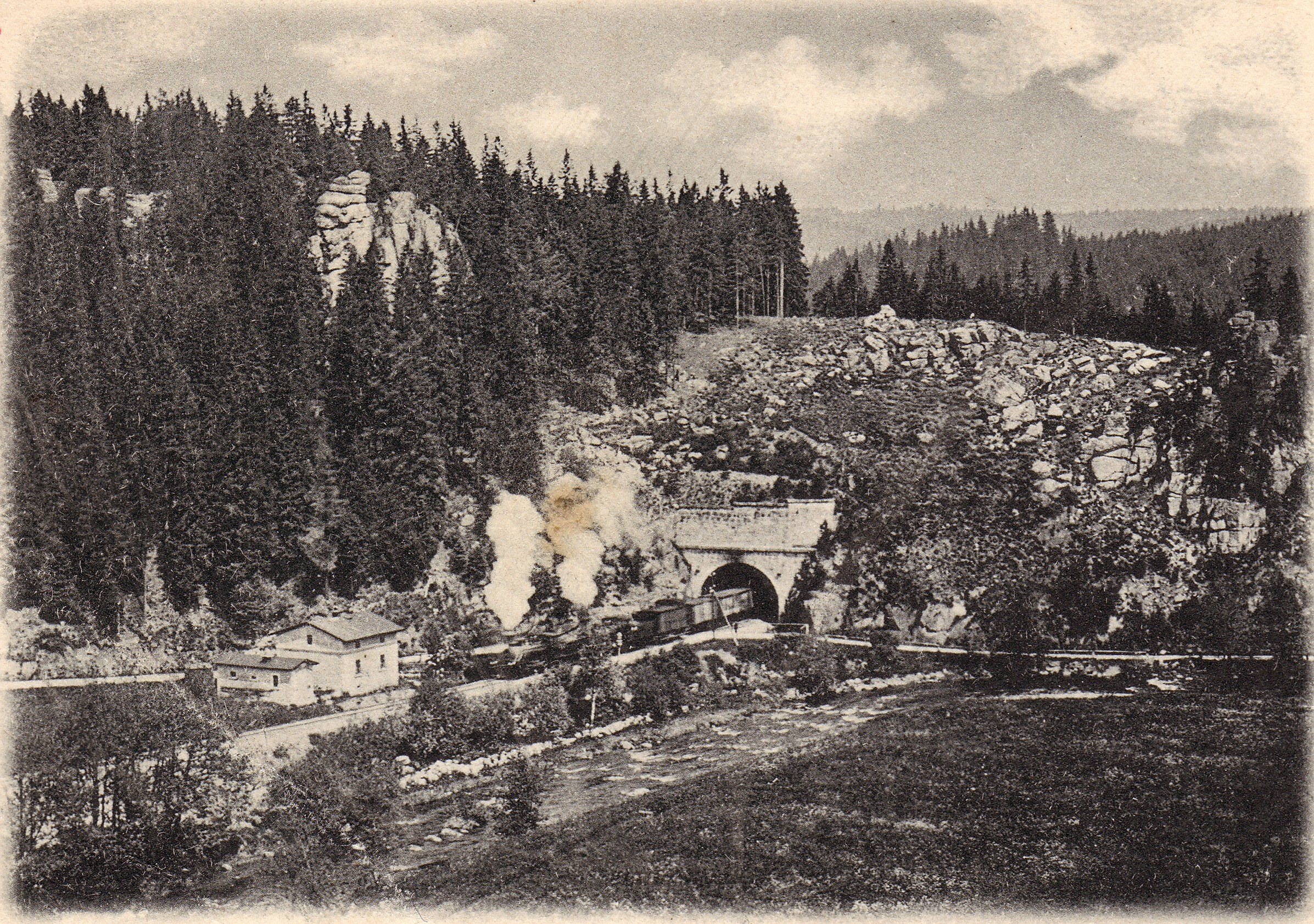
Ein Zug der Chemnitz–Aue–Adorfer Eisenbahn verlässt den heute im Bereich der Vorsperre liegenden Tunnel östlich von Schönheiderhammer